# Heliopolis (Stadtteil)

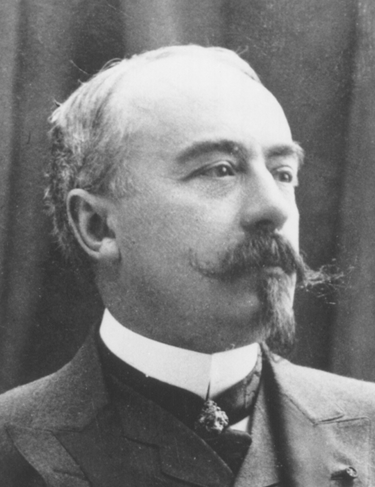
Baron Empain, Erbauer von Heliopolis

Der Kairoer Stadtteil Heliopolis (griechisch für ‚Sonnenstadt‘; Miṣr al-dschadīda / مصر الجديدة / ‚Neues Ägypten‘ bzw. ‚Neu-Kairo‘, ägyptisch-arabisch Maṣr el-gedīda) ist ein gehobener Ortsteil von Kairo, der Hauptstadt von Ägypten. Der Name bezieht sich auf die nahe gelegene altägyptische Stadt Heliopolis, die heute eine Ausgrabungsstätte ist.

## Geschichte

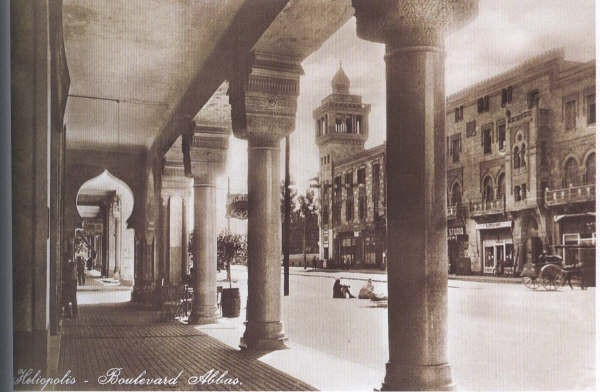
Einkaufsstraße in Heliopolis (historische Aufnahme)

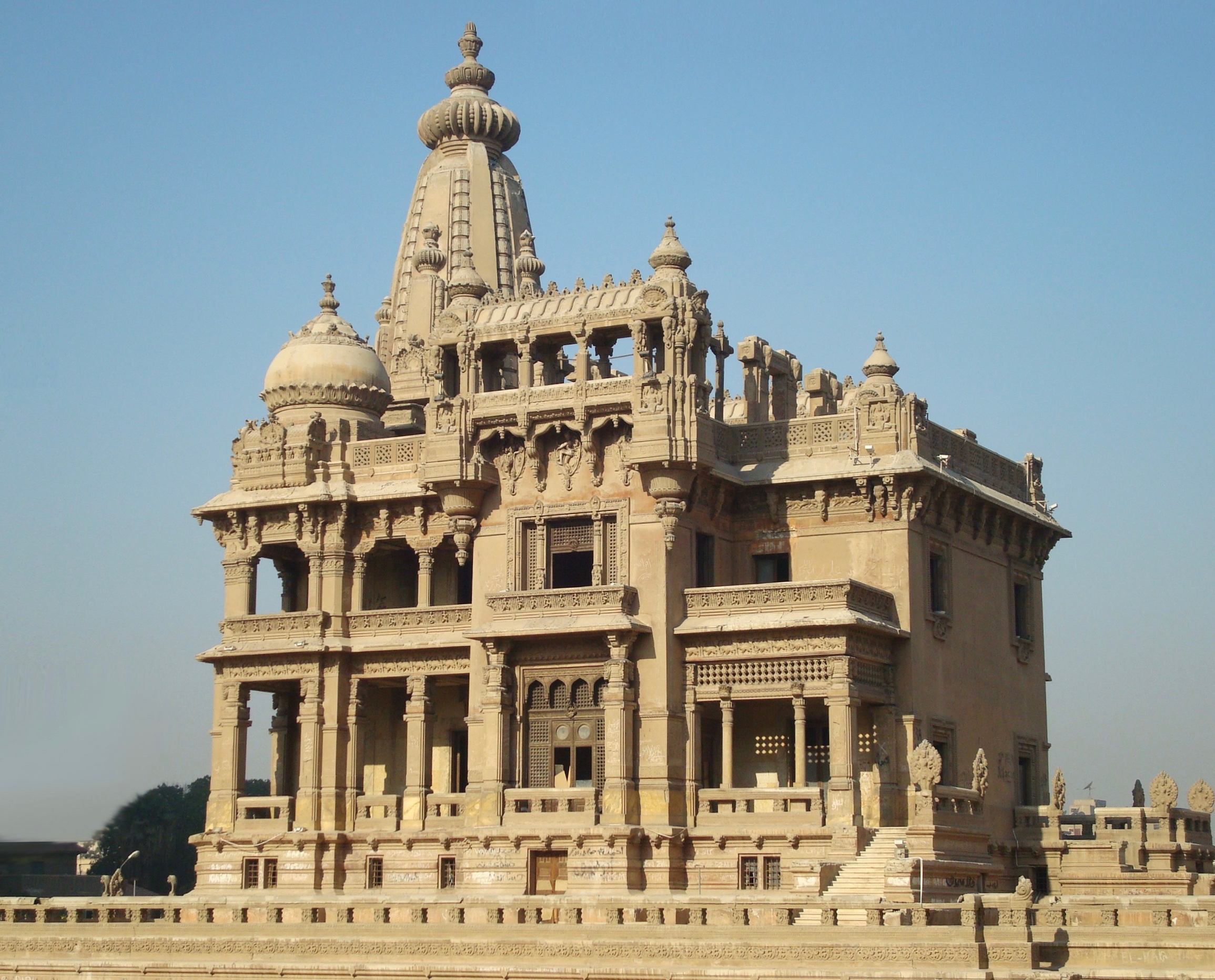
Baron Empain Palace

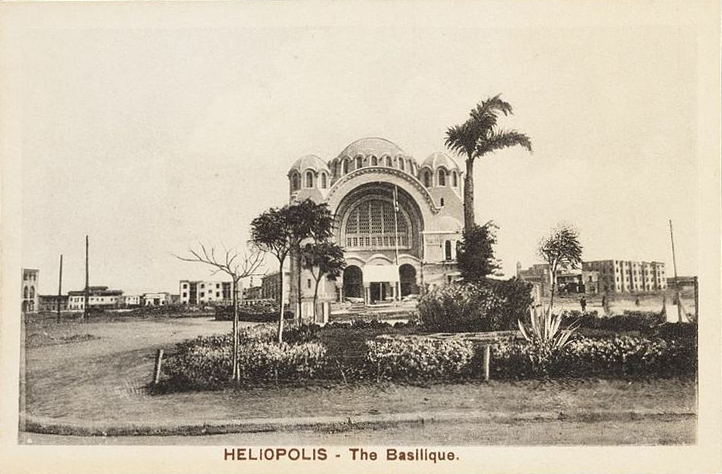
Die Basilika Notre Dame d’Héliopolis (historische Postkarte)

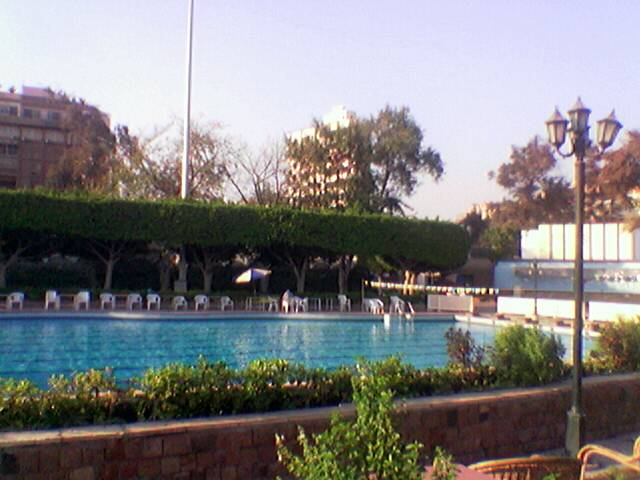
Heliopolis Sporting Club (2007)

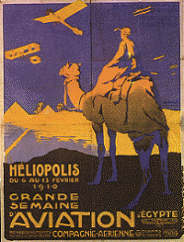
Plakat der Flugschau 1910

Baron Édouard Louis Joseph Empain, ein prominenter belgischer Unternehmer und anerkannter Amateur-Ägyptologe, kam im Januar 1904 nach Ägypten in der Absicht, ein Entwicklungsprojekt seiner Frau zu retten, den Bau einer Eisenbahnstrecke zwischen Al-Matariyyah und Port Said. Obwohl er den Vertrag an eine britische Firma verlor, blieb Empain in Ägypten. Im Jahr darauf gründete Empain die Cairo Electric Railways and Heliopolis Oases Company, die für eine relativ niedrige Summe – ein Piaster pro Quadratmeter – ein Gelände von 24 Quadratkilometern in der Wüste nordöstlich von Kairo von der Kolonial-Regierung kaufte. Dort ließ er eine exklusive Gartenstadt errichten, die etwa zehn Kilometer von Kairos Zentrum entfernt war. Die neue Stadt verkörperte den ersten großen Versuch, einen eigenen architektonischen Stil zu entwickeln, der heute als Heliopolis-Stil bekannt ist. Sie war gedacht als eine „Stadt des Luxus und der Freizeit“, mit breiten Prachtstraßen und mit allen notwendigen Einrichtungen sowie Infrastruktur ausgestattet: fließendes Wasser, Entwässerung, Elektrizität, Hotels sowie Golfkurs, Pferderennbahn und Parks. Es gab eine große Auswahl von verschiedenen Wohngebäuden für verschiedene soziale Klassen, freistehende Villen mit Terrassen, Apartmenthäuser und Arbeiterwohnungen. 1910 wurde eine Straßenbahnlinie gebaut, die die Satellitenstadt mit der Innenstadt verband.
Ebenfalls 1910 fand in Heliopolis eine internationale Flugschau vor 40.000 Zuschauern statt, die Grande Semaine de L’Aviation, um wohlhabendes Publikum aus der ganzen Welt in die neue Stadt zu locken. Eine der Aufgaben für die 14 prominenten Piloten – darunter der Deutsche Hans Grade und die Französin Raymonde de Laroche – war, von Heliopolis im Nordosten der Stadt zu den Pyramiden von Gizeh zu fliegen, diese zu umrunden und zurückzufliegen. Damals war die Wüste um Kairo noch so unbebaut und die Luft so klar, dass man die Flugzeuge mit den Augen verfolgen konnte. Der Veranstaltung war allerdings kein Erfolg beschieden, weil wegen Sandstürmen viele Flüge ausfallen mussten. Anlässlich der Flugschau brachte die ägyptische Post einen Sonderstempel heraus.
Empain selbst ließ sich zwischen 1907 und 1910 einen Palast bauen, bekannt als Baron Empain Palace, Palais Hindou oder Qasr al Baron. Der französische Architekt Alexandre Marcel wurde von ihm beauftragt, sich am Baustil der Hindu zu orientieren. Vorbilder waren Angkor Wat in Kambodscha und die Hindutempel in Odisha. Es entstand ein interessantes Beispiel für die frühe kreative Verwendung von Beton, aus dem der Palast zur Gänze besteht. Die Erben von Baron Empain verkauften das Gebäude 1957, das anschließend viele Jahre leer stand. 2012 wurde bekannt, dass der Palast in Zusammenarbeit mit der belgischen Regierung restauriert werden und als internationales Kulturzentrum dienen soll. Neben dem Palast steht seit 1980 das bekannte Hotel Baron.
In der Nachbarschaft befanden sich Residenzen von einigen der wohlhabendsten Ägypter, darunter der Palast von Boghos und Nubar Pascha, der heute Sitz einer Militärverwaltung ist. Gegenüber befindet sich die frühere Residenz von Sultan Hussein Kamel, der Ägypten zwischen 1914 und 1917 regierte und die heute als Gästehaus des Präsidenten dient. Das frühere Palace Hotel, Mittelpunkt des eleganten Lebens in Heliopolis, war später die Residenz von Husni Mubarak.
Baron Empain persönlich legte 1910 den Grundstein für die katholische Basilika Notre-Dame d’Héliopolis, die der Hagia Sophia in Istanbul nachempfunden ist. Für diese Kirche ließ Empain eine Orgel mit 1470 Pfeifen nach Ägypten transportieren. Von 2000 bis 2010 wurde die Orgel von dem belgischen Orgelbauer Gerard Pels restauriert und im Rahmen von Festivitäten wieder in Betrieb genommen. In der Basilika liegt Empain, der in Belgien starb und dessen Leichnam dann nach Ägypten gebracht wurde, auch begraben.
Anfangs diente das moderne Heliopolis vorrangig aristokratischen Ägyptern wie auch wohlhabenden Ausländern als Wohnort. Um 1928 wohnten dort 25.000 Menschen, davon waren knapp die Hälfte Ausländer. Nach dem Militärputsch 1952 zogen immer mehr Menschen aus der wohlhabenden Mittelschicht nach Heliopolis. Heute (2010) hat Heliopolis rund eine Million Bewohner. Inzwischen hat sich Kairo derart vergrößert, dass Heliopolis ein Teil der Stadt geworden ist. Viele der früheren Parks sind verschwunden und überbaut worden. 
Heliopolis besitzt mehrere Freizeitanlagen. Der Heliopolis Sporting Club wurde 1905 gleichzeitig mit dem Bau des Stadtteils angelegt. Von 1911 bis 1914 gab es den Luna Park, den ersten Freizeitpark in Afrika; auf dem Grundstück entstand bei Ausbruch des Ersten Weltkriegs ein australisches Lazarett.

## Wichtige Einrichtungen
In dem Stadtteil befindet sich ein Campus der staatlichen Ain-Schams-Universität. Seit 2012 hat hier auch die private Heliopolis-Universität ihren Sitz. Die Kommandanturen des ägyptischen Militärs sowie der Luftkräfte befinden sich in Heliopolis. In Heliopolis befinden sich auch die Sitze mehrerer internationaler Organisationen wie auch die ehemalige Residenz von Husni Mubarak. Am nordöstlichen Rand von Heliopolis liegt der internationale Flughafen Kairo-International.
Ebenfalls in Heliopolis zu sehen ist das 6th of October Panorama, ein Museum, in dem auf propagandistische Art der Oktoberkrieg von 1973 dargestellt wird. Auf dem Soldatenfriedhof von Heliopolis steht das Port Taufiq Memorial, ein Denkmal für rund 4000 Soldaten der British Indian Army, die im Ersten Weltkrieg gefallen waren und kein Grab haben. Das ursprüngliche Denkmal stand in Port Taufiq und wurde im Jahre 1967 während des Sechstagekriegs zerstört. 1980 wurde ein neues Denkmal vom Botschafter Indiens in Heliopolis enthüllt.